# Modulazione a impulsi di ampiezza
In telecomunicazioni la modulazione a impulsi di ampiezza, talvolta chiamata anche modulazione di ampiezza di impulso e abbreviata PAM (dall'inglese pulse-amplitude modulation), è un tipo di modulazione impulsiva in cui l'informazione è codificata nell'ampiezza di una serie di segnali.

## Definizione
Dal punto di vista della teoria dei segnali, si parla di un processo aleatorio relativamente al quale si considera una sequenza di numeri {\displaystyle \{a_{k}\}_{k=-{\mathcal {1}}}^{+{\mathcal {1}}}} infinita (per essere rigorosi, i corrispondenti risultati dell'esperimento aleatorio {\displaystyle A_{k}:=\{a_{k}\in \mathbb {R} ^{1},k=0,\pm 1,\pm 2,...;\omega \in \Omega \}}), avente generica realizzazione:
{\displaystyle x(t;\omega ):=\sum _{k=-{\mathcal {1}}}^{\mathcal {1}}a_{k}g(t-kT)}
con {\displaystyle T} assegnato periodo di ripetizione, detto anche periodo di segnalazione. In tal caso, la funzione {\displaystyle g(t)\in \mathbb {R} ^{1}} è un segnale certo a valori reali, avente trasformata di Fourier {\displaystyle G(f):={\mathcal {F}}\{g(t)\}} ed è detto funzione sagomatrice (o impulso sagomatore) del processo PAM.
Ci si pone ora il dubbio riguardo all'eventuale stazionarietà ed ergodicità del processo: sotto tale prospettiva si dimostra che il processo PAM {\displaystyle X(t)} è un processo ciclo-stazionario del primo ordine (stazionario in senso stretto). È necessario verificare anche l'ergodicità del processo, dunque si consideri il relativo processo {\displaystyle X(t-\Theta )} , con {\displaystyle \Theta } variabile aleatoria distribuita uniformemente in un periodo di {\displaystyle T} secondi e risulta valido che:
- la sequenza dei simboli {\displaystyle \{A_{k}\}} è una sequenza stazionaria in senso stretto ed ergodica;
- {\displaystyle \Theta } è indipendente dai simboli e ha densità di probabilità {\displaystyle p_{\Theta }(\theta )={\frac {1}{T}}rect_{T}(\theta )};

allora:
{\displaystyle X(t):=\sum _{k=-{\mathcal {1}}}^{\mathcal {1}}A_{k}g(t-kT-\Theta )}
è un'onda PAM stazionaria in senso stretto ed ergodica.

## Analisi spettrale e valore medio
Mediante una lunga trattazione, si dimostra che il valore atteso del processo {\displaystyle X(t)} è:
{\displaystyle m_{X}:=E\{X(t)\}={\frac {m_{A}}{T}}G(f\equiv 0)}
dove {\displaystyle m_{A}:=E\{a_{k}\}} è il valore atteso dei simboli; mentre lo spettro bilatero di densità di potenza dipende dall'autocorrelazione dei simboli {\displaystyle {\mathcal {R}}_{aa}(n):=E\{a_{k}\cdot a_{k+n}\}}
e ha espressione:
{\displaystyle {\mathcal {P}}_{X}(f):={\frac {|G(f)|^{2}}{T}}\left[\sum _{n=-{\mathcal {1}}}^{+{\mathcal {1}}}{\mathcal {R}}_{aa}(n)e^{-j2\pi fTn}\right]}

### Caso di simboli indipendenti
Se i simboli {\displaystyle \{A_{k}\}} sono statisticamente indipendenti allora {\displaystyle {\mathcal {R}}_{aa}(n)={\begin{cases}m_{A}^{2}+\sigma _{A}^{2},&{\mbox{se }}n=0\\m_{A}^{2},&{\mbox{se }}n\neq 0\end{cases}}}, e quindi:
{\displaystyle {\mathcal {P}}_{X}(f):=\sigma _{A}^{2}{\frac {|G(f)|^{2}}{T}}+\left({\frac {m_{A}}{T}}\right)^{2}\sum _{k=-{\mathcal {1}}}^{+{\mathcal {1}}}\left|G\left({\frac {k}{T}}\right)\right|^{2}\delta \left(f-{\frac {k}{T}}\right)}

### Caso di simboli indipendenti e valore atteso nullo
Basta imporre {\displaystyle m_{A}=0} nella relazione precedente per avere:
{\displaystyle {\mathcal {P}}_{X}(f):=\sigma _{A}^{2}{\frac {|G(f)|^{2}}{T}}}

## Descrizione

### Esempio
Per esempio, una modulazione a due bit viene rappresentata con quattro livelli di segnale:
| Bit | Ampiezza di impulso |
| --- | ------------------- |
| 00  | -3 volt             |
| 01  | -1 volt             |
| 10  | 1 volt              |
| 11  | 3 volt              |

Questo tipo di modulazione, è il più semplice e si chiama per questo motivo in binario naturale, presenta facilità di lettura, ma è possibile che il rumore faccia sì che venga letto un altro livello causando degli errori. Ad esempio si potrebbe leggere 01 al posto di 00, sbagliando un bit. Questo problema si acuisce se al posto di 01 leggo il livello adiacente 10, sbagliando ben 2 bit in un colpo solo. Questo viene evitato ponendo come livelli adiacenti combinazioni binarie che si differenziano per un solo bit:
| Bit | Ampiezza di impulso |
| --- | ------------------- |
| 00  | -3 volt             |
| 01  | -1 volt             |
| 11  | 1 volt              |
| 10  | 3 volt              |

Questa codifica dei livelli è chiamata codice Gray.

### Caratteristiche
La modulazione ad ampiezza di impulso utilizza una quantità di banda molto larga rispetto alle altre modulazioni, come quelle a modulazione di frequenza. Infatti il segnale modulato, avente molti fronti di salita ripidi, è composto da infinite sinusoidi a frequenza sempre più alta secondo le leggi della Serie di Fourier. Lo svantaggio principale di questa modulazione è la ridotta immunità ai disturbi. Anche modesti disturbi possono compromettere l'integrità del segnale.

### Utilizzi
La modulazione di ampiezza di impulso è ormai poco usata nelle trasmissioni radio, superata dalla modulazione di larghezza di impulso, ma nelle comunicazioni via cavo viene ancora molto utilizzata. Per esempio si consideri che i vari standard ethernet utilizzano la PAM per trasmettere le informazioni. Le trasmissioni televisive terrestri utilizzano una modulazione di ampiezza per ridurre la banda occupata mentre nelle trasmissioni televisive via satellite si preferisce utilizzare la modulazione di frequenza essendo la banda disponibile nella trasmissioni satellitari molto ampia.